# نيك كوك (حكم كريكت)
نيك كوك (بالإنجليزية: Nick Cook)‏ (و. 1956  م) هو حكم كريكت ‏، ولاعب كريكت بريطاني، ولد في ليستر.

## روابط خارجية
- نيك كوك على موقع إي آس بي آن كريك إنفو (الإنجليزية)